# Gemawang (Rambang Dangku)
Gemawang is een bestuurslaag in het regentschap Muara Enim van de provincie Zuid-Sumatra, Indonesië. Gemawang telt 2153 inwoners (volkstelling 2010).